# Calling Dr. Love
«Calling Dr. Love» es una canción de la banda estadounidense de hard rock/Heavy metal Kiss, originalmente lanzada en su álbum de 1976 Rock and Roll Over. La canción fue escrita por el bajista y vocalista Gene Simmons. Este fue el segundo sencillo del álbum, y el grupo de la cuarta EE. UU. Top 20 habitaciones individuales, alcanzando el puesto # 16 en Billboard. Una versión en vivo de la canción fue incluida en Alive II, publicado a finales de 1977. Desde entonces, "Calling Dr. Love" ha aparecido en numerosas Kiss álbumes recopilatorios. En 2003, apareció en el álbum en vivo Kiss Symphony: Alive IV. 

## Créditos
- Paul Stanley - guitarra, voz
- Gene Simmons - bajo, voz
- Ace Frehley - guitarra
- Peter Criss - batería